# IWI Tavor X95
O IWI X95 (anteriormente conhecido como Micro-Tavor, MTAR ou MTAR-21) é um fuzil de assalto bullpup israelense projetado e produzido pela Israel Weapon Industries (IWI) como parte da família de fuzis Tavor, juntamente com o Tavor TAR e o Tavor 7.

## História
Em novembro de 2009, o X95 foi selecionado como a futura arma padrão da infantaria israelense.
Atualmente, é um dos três fuzis padrão fornecidos à infantaria israelense.
Após o uso da arma pelas forças indianas que combatem a insurgência na Caxemira, os comandantes da CRPF declararam que o X95 é um fuzil de assalto mais eficaz que o AKM, devido ao seu tamanho compacto, potência, maior alcance e menor peso.
Em 2014, a IDF anunciou que, no futuro (já a partir do final de 2014), algumas unidades de infantaria poderiam começar a receber algumas unidades do X95 aprimorado, que terá um cano mais longo de 380 mm, em vez do cano original de 330 mm do X95, e um gatilho mais leve.
Em setembro de 2021, foi noticiado que as unidades de infantaria israelenses da linha de frente começaram a substituir seus fuzis Tavor e Micro Tavor por fuzis M4 e que os fuzis Micro Tavor existentes no estoque serão transferidos para as brigadas de reserva.
Em 7 de setembro, foi publicada uma notícia no site hebraico das Forças de Defesa de Israel (IDF) informando que as IDF planejam continuar adquirindo o Micro Tavor e equipando suas unidades de combate.

## Projeto
O X95 pode ser facilmente diferenciado do TAR-21 (assim como do CTAR-21, STAR-21 e GTAR-21) pela localização de sua alavanca de manejo.
A alavanca de manejo do X95 fica mais próximo do punho de pistola, enquanto a do TAR-21 fica mais próxima da boca do cano.
O X95 também apresenta uma coronha redesenhada e um retém do carregador próximo ao punho de pistola.
Comparada à carabina M4 de 890 mm de comprimento (com a coronha estendida) e um cano de 368 mm, a X95 tem 580 mm, 640 mm ou 670 mm de comprimento, com canos de 330 mm, 380 mm ou 419 mm, respectivamente.

## Variantes

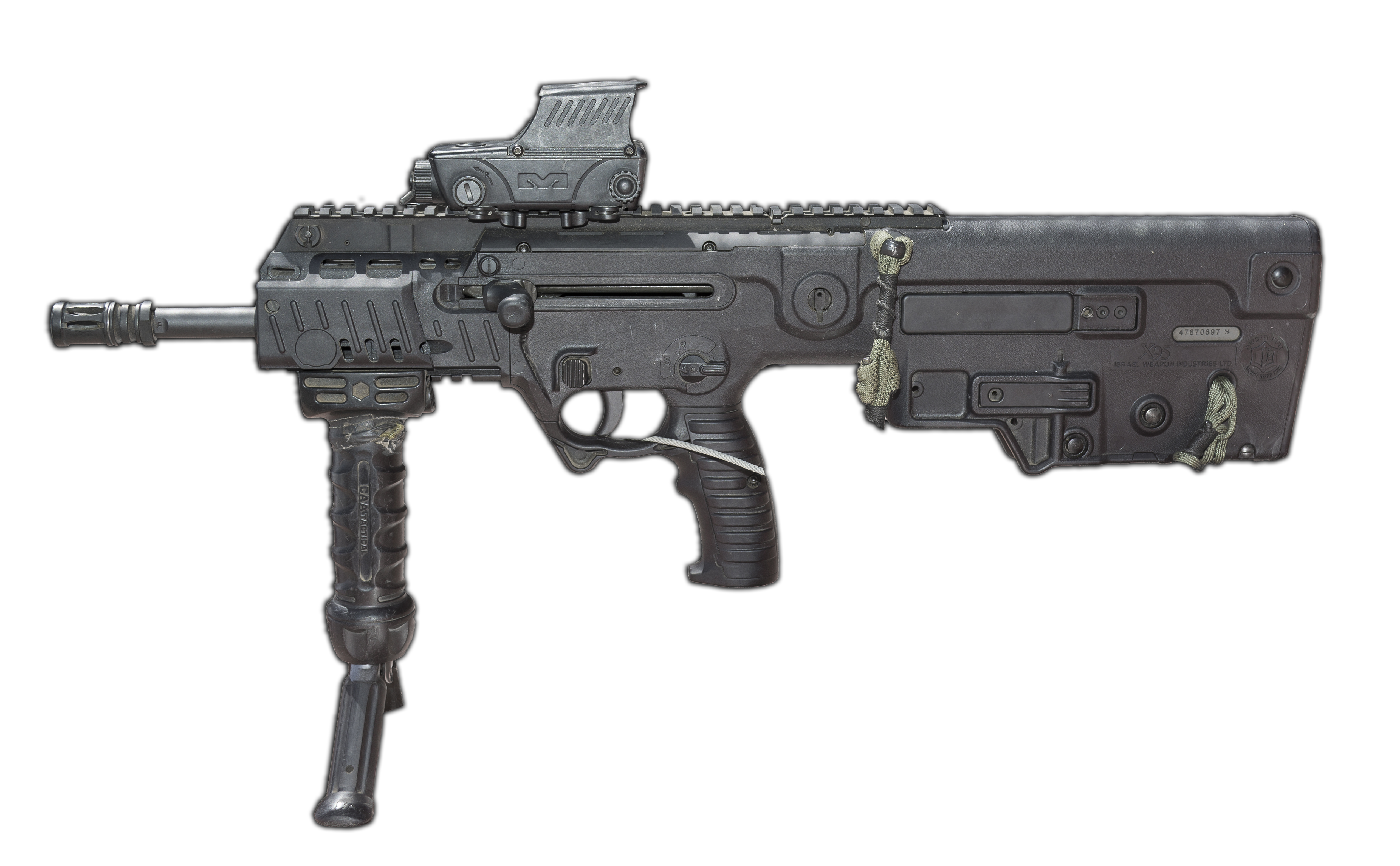
Uma visão do lado esquerdo do X95 380 das Forças de Defesa de Israel

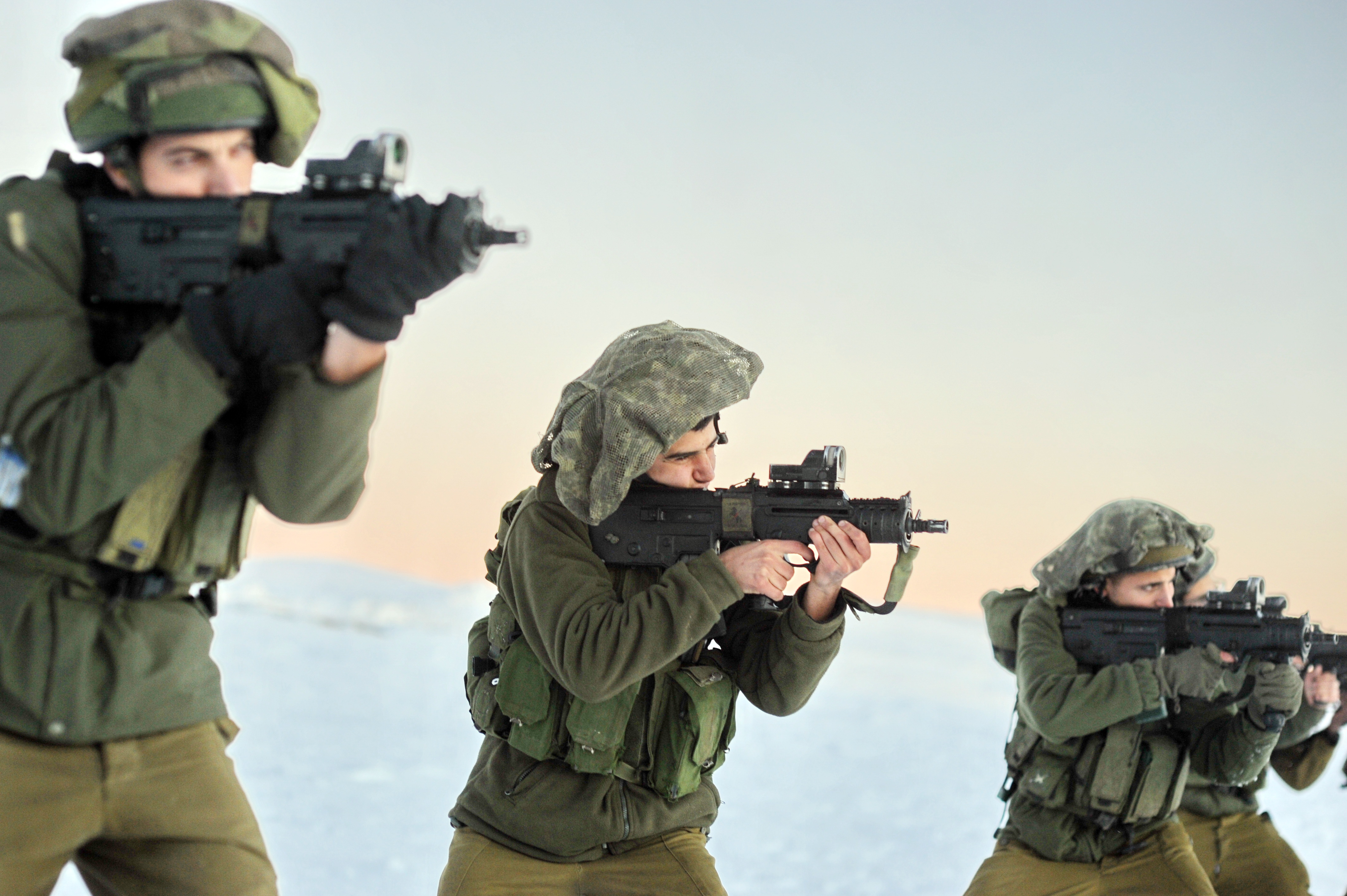
Soldados da IDF com o X95 no Monte Hermon

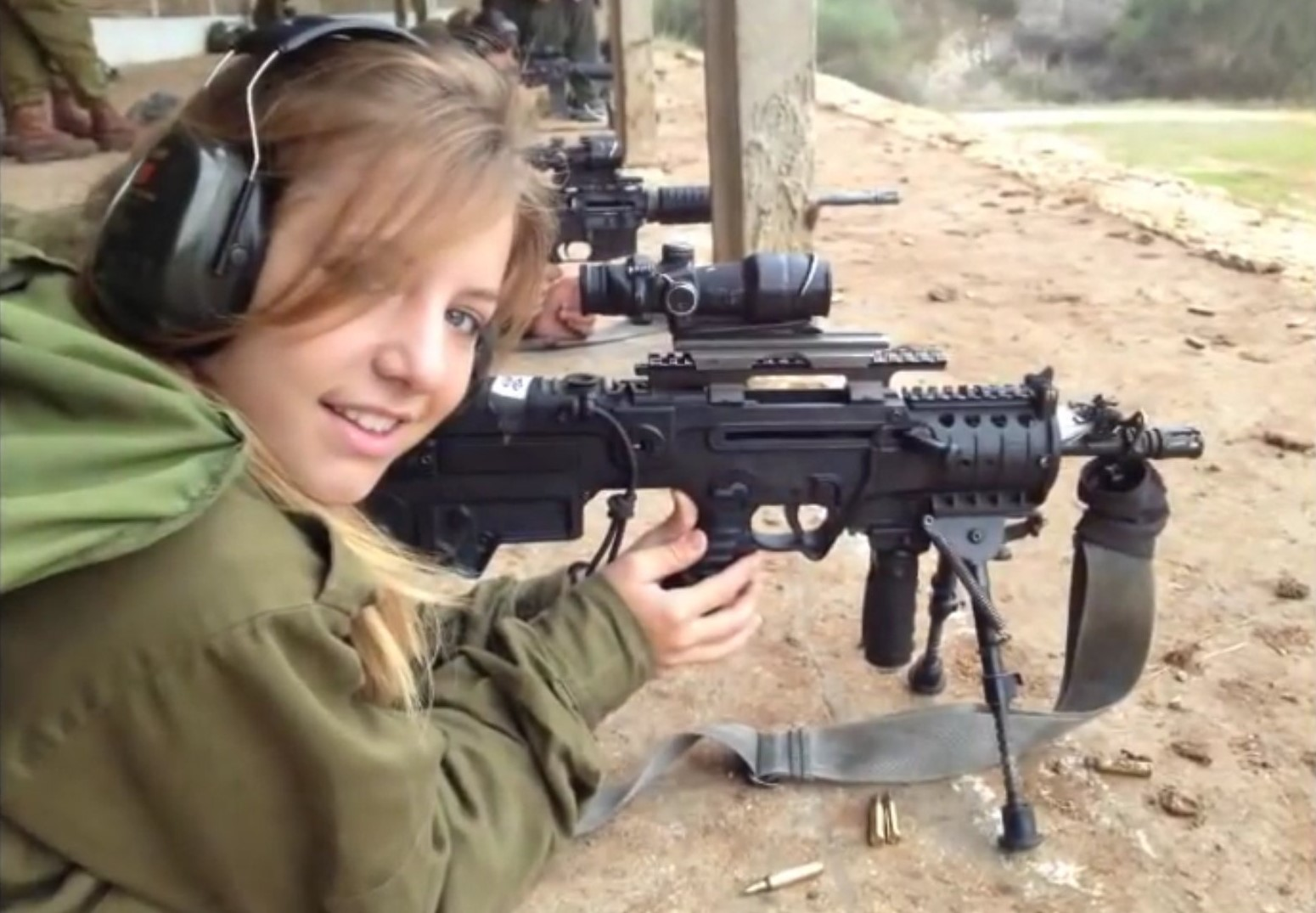
X95-L usado durante um curso de suboficial nas Forças de Defesa de Israel

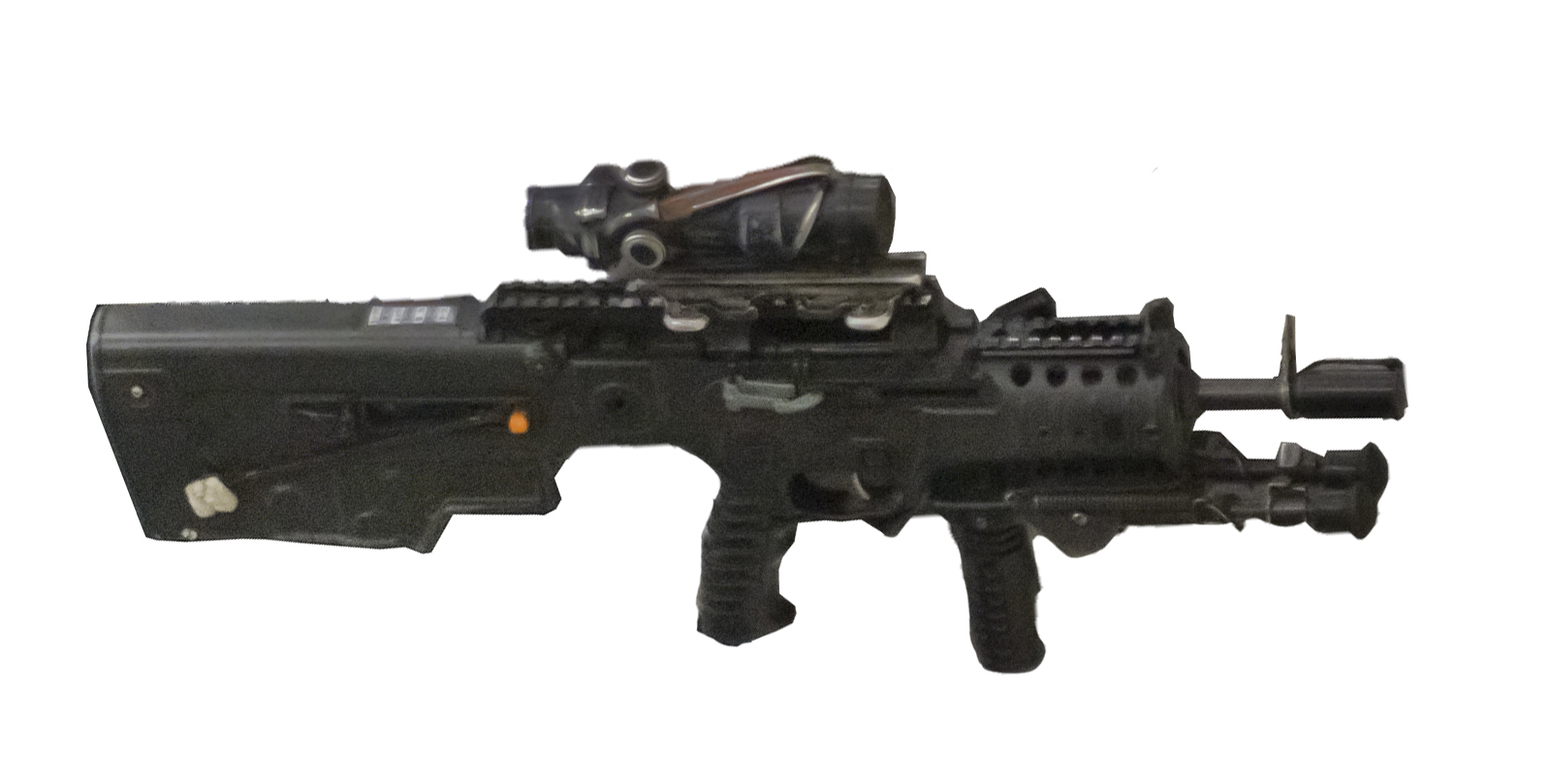
Uma visão do lado direito do X95-L

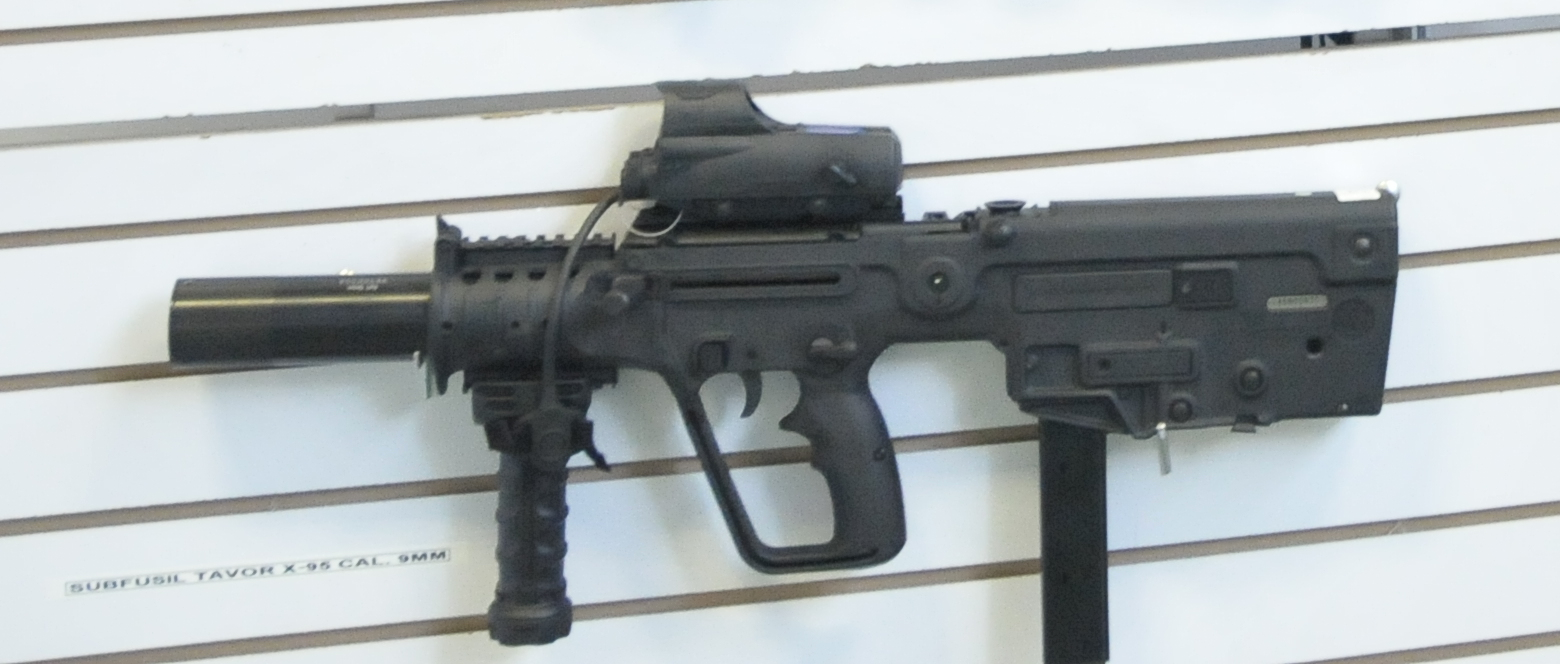
Uma visão do lado esquerdo do X95-S SMG

O X95 vem em diversas variantes (incluindo):

### X95
O X95 está disponível em calibre 5,56×45mm NATO ou .300 AAC Blackout. A configuração .300 BLK possui um regulador de gás para cargas supersônicas e subsônicas.
| Variante | Configuração | Comprimento do cano | Comprimento total | Notas |
| -------- | --- | --- | --- | --- |
| X95 330  | Carabina | 330 mm | 580 mm | |
| X95 380  | Fuzil de assalto | 380 mm | 640 mm | Fora de produção e substituído pelo X95 419 |
| X95 419  | Fuzil de assalto | 419 mm | 670 mm | |
| X95-L    | Fuzil semiautomático | 419 mm | | Apenas a variante X95 semiautomática está prevista. Possui um bipé integrado e é fornecida com uma mira de longo alcance. |
| X95-GL   | Variante X95 com capacidade para acoplar um lança-granadas M203 em seu cano entalhado mais longo. Desde então, foi substituído pelo lança-granadas IWI GL 40, que pode ser acoplado ao atual X95 de topo plano padrão sem a necessidade de modificações ou ferramentas adicionais. | Variante X95 com capacidade para acoplar um lança-granadas M203 em seu cano entalhado mais longo. Desde então, foi substituído pelo lança-granadas IWI GL 40, que pode ser acoplado ao atual X95 de topo plano padrão sem a necessidade de modificações ou ferramentas adicionais. | Variante X95 com capacidade para acoplar um lança-granadas M203 em seu cano entalhado mais longo. Desde então, foi substituído pelo lança-granadas IWI GL 40, que pode ser acoplado ao atual X95 de topo plano padrão sem a necessidade de modificações ou ferramentas adicionais. | Variante X95 com capacidade para acoplar um lança-granadas M203 em seu cano entalhado mais longo. Desde então, foi substituído pelo lança-granadas IWI GL 40, que pode ser acoplado ao atual X95 de topo plano padrão sem a necessidade de modificações ou ferramentas adicionais. |

### X95-R
O X95-R tem câmara para o cartucho 5,45×39mm e pode ser facilmente recalibrado para os outros três calibres oferecidos pela IWI:
| Variante  | Configuração     | Comprimento do cano | Comprimento total |
| --------- | ---------------- | ------------------- | ----------------- |
| X95-R 330 | Carabina         | 330 mm              | 580 mm            |
| X95-R 419 | Fuzil de assalto | 419 mm              | 670 mm            |

### X95 SMG
O X95 SMG tem câmara para o cartucho 9×19mm Parabellum e também está disponível como um kit de conversão.
| Variante  | Configuração    | Comprimento do cano | Comprimento total |
| --------- | --------------- | ------------------- | ----------------- |
| X95 SMG   | Submetralhadora | 279 mm              | 580 mm            |
| X95-S SMG | Submetralhadora | 279 mm              | 650 mm            |

### Variantes licenciadas
| Variante | Origem  | Fabricante             | Descrição | Referências                        |
| -------- | ------- | ---------------------- | --- | ---------------------------------- |
| Fort-223 | Ucrânia | RPC Fort               | Variante ucraniana do X95-330, facilmente convertida para X95 SMG ou X95-S SMG | [ 4 ] [ 14 ] [ 15 ]                |
| Fort-224 | Ucrânia | RPC Fort               | Variante ucraniana do X95R-330, facilmente convertida para X95 SMG ou X95-S SMG | [ 4 ] [ 14 ] [ 15 ]                |
| Zittara  | Índia   | Ordnance Factory Board | Variante do Micro Tavor fabricada sob licença indiana. Com câmaras para os cartuchos 5,56×30mm MINSAS, 5,56 NATO e 9×19mm. Equipado com coronha única modificada e novas miras, além de lança-granadas MKEK T-40 de 40 mm sob o cano, fabricados na Turquia. 5.500 unidades foram introduzidas recentemente e mais fuzis estão sendo encomendados. | [ 16 ] [ 17 ] [ 18 ] [ 19 ] [ 20 ] |

## Operadores
- Angola: As Forças Armadas Angolanas utilizam o X95.[21]
- Azerbaijão: O Serviço Nacional de Fronteiras (Azerbaijão) e a Infantaria de Fuzileiros Navais do Azerbaijão usam o X95.[22]
- Colômbia: Polícia Nacional da Colômbia[23]
- Chipre: Forças Especiais Cipriotas[24][25]
- Geórgia: Usado principalmente por serviços de segurança e detalhes de proteção.[26]
- Honduras: Exército Hondurenho[27]
- Índia: Força Policial de Reserva Central[28]
- Indonésia: Kopasgat[29]
- Israel
- Mongólia[30]
- Marrocos: DGSN[31]
- Macedônia do Norte: Unidade Especial Antiterrorista - Tigre[32]
- Filipinas: Guarda Costeira Filipina[33][34] e Polícia Nacional Filipina[35][36]
- Senegal[37]
- Tailândia[38]
- Ucrânia: O Fort-224, variante licenciada, está a serviço da Guarda Nacional da Ucrânia.[39]
- Estados Unidos: Polícia do Capitólio da Pensilvânia[40]